# Tommy Fury
Tommy Fury (Manchester, 1999. május 7. –) angol ökölvívó és valóságshow-szereplő.
2019-ben szüneteltette ökölvívó pályafutását, hogy részt vegyen az ITV2 által rendezett Love Island sorozat ötödik évadában. Párjával, Molly-Mae Hague-gel második helyezettek lettek. A világbajnok ökölvívó Tyson Fury féltestvére.

## Fiatalkora
Fury 1999. május 7-én született Manchesterben, Angliában. Apja, John Fury ír, míg anyja, Chantal mauritiusi felmenőkkel rendelkezik.

## Ökölvívó mérkőzések

### Profi mérkőzések
| #  | Eredmény | Teljesítmény | Ellenfél            | Típus | Menet, idő  | Dátum               | Helyszín                                      | Jegyzetek |
| -- | -------- | ------------ | ------------------- | ----- | ----------- | ------------------- | --------------------------------------------- | --------- |
| 10 | Győztes  | 10–0         | KSI                 | PONT  | 6           | 2023. október 14.   | Manchester Aréna, Manchester, Anglia          |           |
| 9  | Győztes  | 9–0          | Jake Paul           | PONT  | 8           | 2023. február 26.   | Diríja Aréna, Diríja, Szaúd-Arábia            |           |
| 8  | Győztes  | 8–0          | Daniel Bocianski    | PONT  | 6           | 2022. április 23.   | Wembley Stadion, London, Anglia               |           |
| 7  | Győztes  | 7–0          | Anthony Taylor      | PONT  | 4           | 2021. augusztus 29. | Rocket Mortgage FieldHouse, Cleveland, Ohio   |           |
| 6  | Győztes  | 6–0          | Jordan Grant        | PONT  | 4           | 2021. június 5.     | Telford International Centre, Telford, Anglia |           |
| 5  | Győztes  | 5–0          | Scott Williams      | TKO   | 2 (4), 2:05 | 2021. február 27.   | Copper Box Arena, London, Anglia              |           |
| 4  | Győztes  | 4–0          | Genadij Krajevskij  | KO    | 2 (4), 2:56 | 2020. november 13.  | BT Sport Studio, London, Anglia               |           |
| 3  | Győztes  | 3–0          | Przemyslaw Binienda | TKO   | 1 (6), 1:02 | 2019. december 21.  | Copper Box Arena, London, Anglia              |           |
| 2  | Győztes  | 2–0          | Callum Ide          | KO    | 1 (4), 1:34 | 2019. március 23.   | Leicester Arena, Leicester, Anglia            |           |
| 1  | Győztes  | 1–0          | Jevgenijs Andrejevs | PONT  | 4           | 2018. december 22.  | Manchester Aréna, Manchester, Anglia          |           |

### Egyéb
| # | Eredmény     | Teljesítmény | Ellenfél      | Típus        | Menet, idő | Dátum              | Helyszín                                        |
| - | ------------ | ------------ | ------------- | ------------ | ---------- | ------------------ | ----------------------------------------------- |
| 1 | Nem pontozva | 0–0 (1)      | Rolly Lambert | Nem pontozva | 6          | 2022. november 13. | Coca-Cola Aréna, Dubaj, Egyesült Arab Emírségek |